# 13-й драгунський полк (Австро-Угорщина)
13-ий драгунський полк — полк цісарсько-королівської кавалерії Австро-Угорщини. Почесний шеф — принц Євген Савойський.
Повна назва: Кайзерівський та королівський Богемський полк драгунів принца Євгена Савойського № 13 (нім. K.u.k. [kaiserlich und königlich] Böhmisches Dragoner-Regiment «Eugen Prinz von Savoyen» Nr. 13)
Утворений 1682-го року.
Під час наполеонівських воєн називався «5-ий полк Австрійської імперії».
1915-го року втратив почесну назву «Богемський полк драгунів принца Євгена Савойського» і став називатись просто «13-ий полк драгунів».

## Склад полку
Штаб
Допоміжні служби:
- взвод розвідників (піонерів)
- телеграфна служба
- допоміжна служба

2 дивізіони, у кожному з яких:
- 3 ескадрони по 177 драгунів

Повний склад полку — 37 офіцерів і 874 драгуни.
Набір рекрутів до полку — Літомержиці.
Етнічний склад полку (1914) — 51% чехів, 48% німців, 1% інших.
Мови полку (1914) — чеська і німецька.

## Інформація про дислокацію
- 1914 рік — штаб і ІІ-ий дивізіон — Клятови, І-ий дивізіон — Штрібро.[4].
- 1914 — входить до складу VIII корпусу, 1 Бригада кавалерії.

## Командири полку
- 1879: Альфред Берре фон Перес[5]
- 1908: Густав фон Урбан[6]
- 1914: Пауль Регнер фон Бляйлебен[7]